# Franz Viehböck
Franz Artur Viehböck (Viena, 24 de agosto de 1960) foi o primeiro e até hoje único cosmonauta austríaco.
Formado em engenharia elétrica, em 1989 foi selecionado pela governo austríaco entre 220 candidatos de diversas áreas para participar do projeto russo-austríaco Austromir-91, cujo objetivo era levar um cosmonauta da Áustria à estação espacial russa Mir, para sete dias de experiências científicas no espaço.
Depois de dois anos de treinamento na Cidade das Estrelas, ele foi lançado do Cosmódromo de Baikonur em 2 de outubro de 1991, a bordo da Soyuz TM-13, junto com o russo Aleksandr Volkov e o casaque Toktar Aubakirov.
Durante a estadia na Mir, Viehbock levou a cabo cerca de quinze experiências científicas no campo da medicina espacial, física e tecnologia espacial. Após uma semana em órbita, ele retornou na Soyuz TM-12, com outros dois tripulantes russos, pousando no Casaquistão em 10 de outubro.
Depois de dois anos dando diversas palestras sobre seu voo, ele foi para os Estados Unidos e trabalhou na Rockwell International. Quando esta empresa foi absorvida pela Boeing, ele foi nomeado diretor de Negócios Internacionais dela, em Viena.
Sua filha Carina nasceu enquanto ele estava em órbita da Terra.